# Mee Tanoh
Mee Tanoh is een bestuurslaag in het regentschap Pidie van de provincie Atjeh, Indonesië. Mee Tanoh telt 316 inwoners (volkstelling 2010).